# Guercino

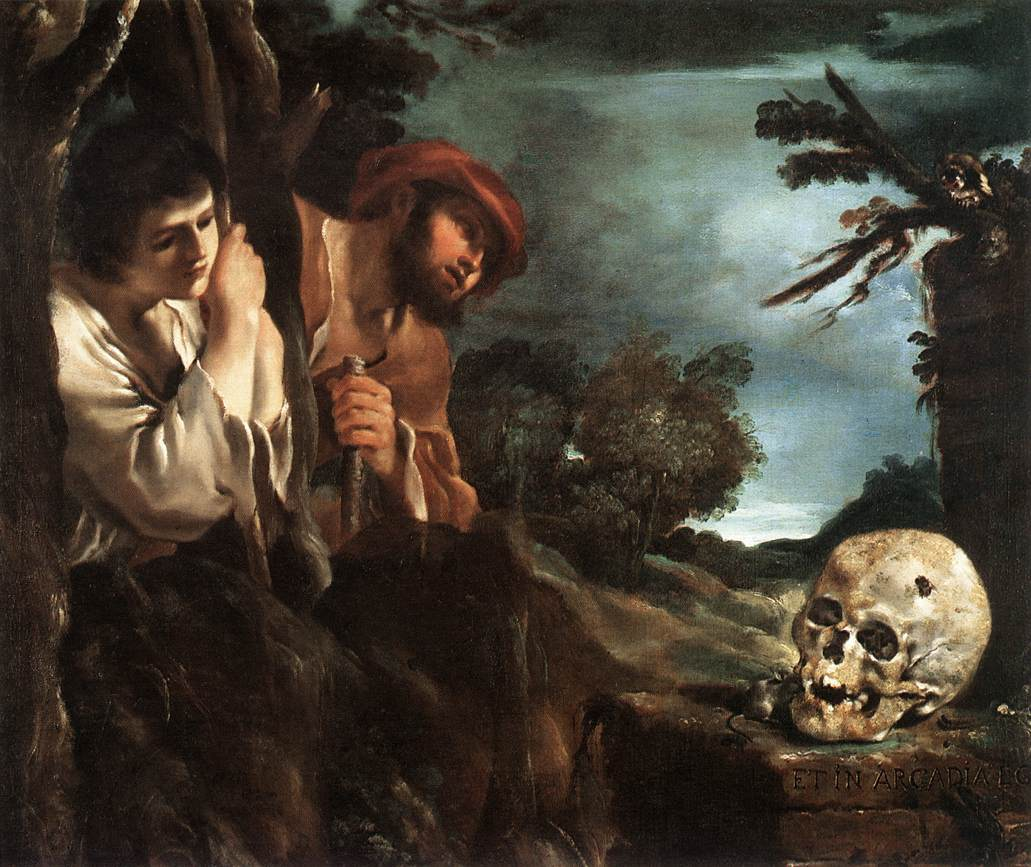
Et in Arcadia ego, Oli sobre tela, 82 cm—91 cm, Galleria Nazionale d'Arte Antica, Roma

Giovanni Francesco Barbieri (8 de febrer de 1591 — 9 de desembre de 1666), més conegut amb el sobrenom Guercino o Il Guercino, va ser un pintor barroc italià nascut en la regió d'Emilia, encara que va viure i va pintar també a Roma i Bolonya. Representa el període de transició del classicisme romà-bolonyès al barroc ple. «Guercino» significa «guerxo» en italià. Tenia aquest sobrenom perquè patia d'estrabisme.

## Biografia
Guercino va néixer a Cento, un poble entre Bolonya i Ferrara. A l'edat de 17 anys es va associar amb Benedetto Gennari "el Vell", un pintor de l'escola de Bolonya. El 1615 es va traslladar a Bolonya, on les seves obres es van guanyar els elogis de Ludovico Carracci, ja ancià. Va pintar dos grans llenços, Elías alimentat per corbs i Sansó detingut pels filisteus, d'un fort estil caravaggista (encara que és poc probable que pogués veure cap Caravaggio). Aquests olis van ser pintats per al cardenal Serra, el legat papal a Ferrara.
Els pastors d'Arcadia (Et in Arcadia ego) (Roma, Galleria Nazionale d'Arte Antica) va ser pintat el 1618, alhora que Marsias escorxat per Apol·lo (Palazzo Pitti de Florència). Com va dir sovint, el seu estil en aquests anys estava fortament influït pels Carracci. Algunes de les seves obres posteriors en canvi s'assemblen més a les del seu contemporani Guido Reni, qui va arribar a acusar-li de plagi. Estan pintades amb més lluminositat i claredat, amb figures més dolces, el que suscitaria crítiques en segles posteriors.
En vida, Guercino va ser molt famós i fins i tot Velázquez li va visitar en el seu primer viatge a Itàlia (1629-31). Guercino va ser recomanat pel marquès Enzo Bentivoglio al Papa Gregori XV. Va passar dos anys (1621-23) a Roma, on pintaria moltes obres. D'aquest període són: els frescos Aurora, en el Casino Ludovisi i el sostre de Sant Crisògon (1622) sobre Sant Crisògon en la Glòria; el seu retrat del papa Gregori (actualment al Getty Center) i la qual és considerada la seva obra mestra, El soterrament de Santa Petronila, per al Vaticà (actualment en els Museus Capitolins).
L'orde franciscà de Reggio li va pagar 300 ducats el 1655 per l'obra San Lucas mostrant una pintura de la Verge i el seu fill (actualment al Museu Nelson-Atkins de Kansas City (Missouri)).
Els Corsini també li van pagar 300 ducats per la Flagelació de Crist pintat el 1657. Destaquen en Guercino la seva extrema rapidesa d'execució; va realitzar ni més ni menys que 106 grans obres d'altar per a esglésies, i 144 pintures d'altres temes i formats.
El 1626 va començar els seus frescs en el Duomo de Piacenza. Guercino va continuar pintant i ensenyant fins a la seva mort el 1666. La seva presència en museus espanyols és molt rellevant. El Museu del Prado posseïx: Susana i els vells, San Agustí meditant sobre la Trinitat, Magdalena penitent, San Pere alliberat per un àngel (que seria gravat per Ramón Bayeu) i alguna altra pintura. Destaquen també Lot i les seves filles (Monestir de l'Escorial) i Crist i la samaritana (Madrid, Museu Thyssen-Bornemisza).